# 舟岱大桥
舟岱大桥是浙江省舟山市的一座跨海大桥，位于舟山市定海区和岱山县之间，跨越灰鳖洋，是 定岱高速的一部分，属于宁波舟山港主通道工程的一部分，大桥全长16.34公里，最大跨度为550米，于2017年1月3日开工，2021年12月29日通车，亦宣告宁波舟山港主通道工程全线建成。

## 概况
舟岱大桥设有三个通航孔桥，从南往北分别为南通航孔桥、主通航孔桥和北通航孔桥，南通航孔桥为双塔整幅钢箱梁斜拉桥，全长750米，主跨390米，于2020年7月27日合龙，主通航孔桥为三塔双索面钢箱梁斜拉桥，全长1630米，主跨2×550米，于2020年6月29日合龙，北通航孔桥为钢混凝土混合梁连续刚构桥，主跨260米，于2020年9月11日合龙，此通航孔合龙标志着舟岱大桥三个通航孔全部合龙，全桥于2021年1月24日合龙，亦宣告宁波舟山港主通道主线贯通。
舟岱大桥建成后，连接浙江舟山的富翅岛、舟山本岛、长白岛、岱山岛、渔山岛5座岛屿。